# Черкасский, Сунчалей Канклычевич
Сунчалей Канклычевич (Янглычевич) Черкасский (Сунчалей-мурза, Сунчъэлей; ум. 1624) — кабардинский и русский государственный деятель, князь Черкасский (1615—1624). Сын Канклыч-мурзы и внук Желегот-мурзы, младшего брата великого князя-валия Кабарды Темрюка Идаровича.

## Биография
В 1588 году на Северном Кавказе была пострена русская крепость Терки. Вокруг неё с 1590-х годов постепенно появились черкасская, окоцкая, новокрещенная и татарская слободы, в которых проживали горские народы. Черкасскую слободу, самую крупную из четырёх слобод, основали кабардинские князья Куденет Камбулатович и Сунчалей Канклычевич Черкаские, бежавшие в Терки из Кабарды. Сама крепость Терки была сооружена в наследственном владении князя Сунчалея Черкасского.
В Кабарде происходила длительная борьба за верховную власть и земли между двумя княжескими линиями — Идаровичами (потомками и родственниками Темрюка Идаровича) и Кайтуковичами (потомками Пшеапшоко Кайтукина). В 1600 или 1601 году Казый-мурза Пшеапшоков убил князей Мамстрюка и Доманука Темрюковичей, родственников Сунчалея Канклычевича. Сам Сунчалей Черкасский со своими узденями бежал из Кабарды в Терский город, где поселился в Черкасской слободе.
В 1603 году князь Сунчалей Канклычевич Черкасский с своими узденями прибыл в Москву, где был принят царем Борисом Федоровичем Годуновым. Сунчалей был принят царем с большими почестями в Грановитой палате. Борис Годунов принял его челобитную и разрешил князю Сунчалею Черкасскому проживать в Терской крепости. Таким образом, Сунчалей Черкасский со своими подданными и вассалами переселился из Кабарды в Терки.
Князь Сунчалей Канклычевич Черкасский принимал активное участие в укреплении Терской крепости и расширения сферы влияния Москвы на Северном Кавказе. Сунчалей Черкасский стал главным посредником Русского государства в взаимоотношениях с народами Северного Кавказа. Сунчалей Черкасский со своими отрядами участвовал в походах вместе с русскими стрельцами и казаками под командованием терских воевод.
Во время Смутного времени в Русском государстве (1604—1618 годы) кабардинские князья сохранили верность присяге на верность московскому царю. В 1613 году казацкий атаман Иван Заруцкий, занимавший Астрахань, призвал народы Северного Кавказа выступить против нового молодого царя Михаила Фёдоровича Романова. Однако терские воеводы и кабардинские князья во главе с Куденетом Камбулатовичем и Сунчалеем Канклычевичем не стали поддерживать Ивана Заруцкого. Терские воеводы сформировали военный отряд (700 казаков и кабардинцев), который под командованием князя Сунчалея Черкасского выступил против сторонников Ивана Заруцкого и блокировал Астрахань. В том же 1613 году по поручению московского воеводы Семена Головина Сунчалей Черкасский ездил в стан восставшего атамана Ивана Заруцкого, где пытался его убедить в бесполезности сопротивления и предлагал добровольно сдаться.
В 1615 году царь Михаил Фёдорович пожаловал русским княжеским титулом Сунчалея Канклычевича Черкасского, который стал князем «терских черкас и всего нерусского населения». Сунчалей Черкасский был назначен князем над окочанами (чеченцами и ингушами) и черкасами (кабардинцами), проживавшими возле Терской крепости. Позднее княжеская власть Сунчалея Черкасского была распространена и на казаков, проживавших в Терках.
Историк С. А. Белоруков писал о князе Сунчалее Черкасском и его потомках: «Рыцари храбрые, честные и благородные, они пользовались большим уважением в народе, а в делах управления служили лучшими советчиками и помощниками терским воеводам».
В 1614—1615 годах при непосредственном участия князя Сунчалея Черкасского многие владетели Кабарды, Дагестана и других горских народов наладили взаимоотношения с Русским царством и подтвердили свой союз с Москвой принятой в это время «шертью», то есть присягой. Присягу на верность русскому царю принесли кабардинские князья Джиляхстановы и Талостановы, а за ними князь Большой Кабарды Казий Пшеапшоков (Кайтукин).
В 1619 году верховный князь Большой Кабарды Алегуко Шогенуков, племянник и преемник Казия Пшеапшокова, прибыл в Терки и принес присягу на верность русскому царю Михаилу Фёдоровичу. Сунчалей Черкасский вел с ним длительные переговоры об этом. Кроме того, Сунчалей Черкасский женил своего старшего сына Шолоха на Пархан Шогенуковне, сестре Алегуко.
В 1624 году князь Сунчалей Канклычевич Черкасский скончался. После его смерти «княжество над нерусским населением Терской крепости» унаследовал в 1625 году его старший сын Шолох Сунчалеевич Черкасский (1625—1636).

## Семья
У Сунчалея Канклычевича Черкасского было девять детей (семь сыновей и две дочери):
- Шолох (ум. 1636) — стал преемником своего отца на княжении в Терках
- Будачей
- Алкас
- Муцал (ум. 1661) — стал преемником своего старшего брата Шолоха на княжении в Терках. Участник многочисленных боев с крымскими татарами и ногайцами на южных рубежах Русского царства.
- Желегот (в православии Федор; ум. 1636) — царский стольник (1631). Был женат на княжне Екатерине Ивановне Воротынской (ум. 1627), дочери крупного московского вельможи, боярина и воеводы князя Ивана Михайловича Воротынского.
- Алегуко — постоянно проживал в Большой Кабарде, отец Михаила Алегуковича Черкасского
- Сунчалей (в православии Григорий; ум. 1672) — стольник (1642), ближний боярин (1657), царский наместник и воевода в Астрахани (1660—1666) и Царицыне.
- Хан — выдана замуж за кабардинского князя Ильдара Талостанова
- Увжугта — выдана замуж за иранского шаха Аббаса II (1642—1667).